# Arborescente

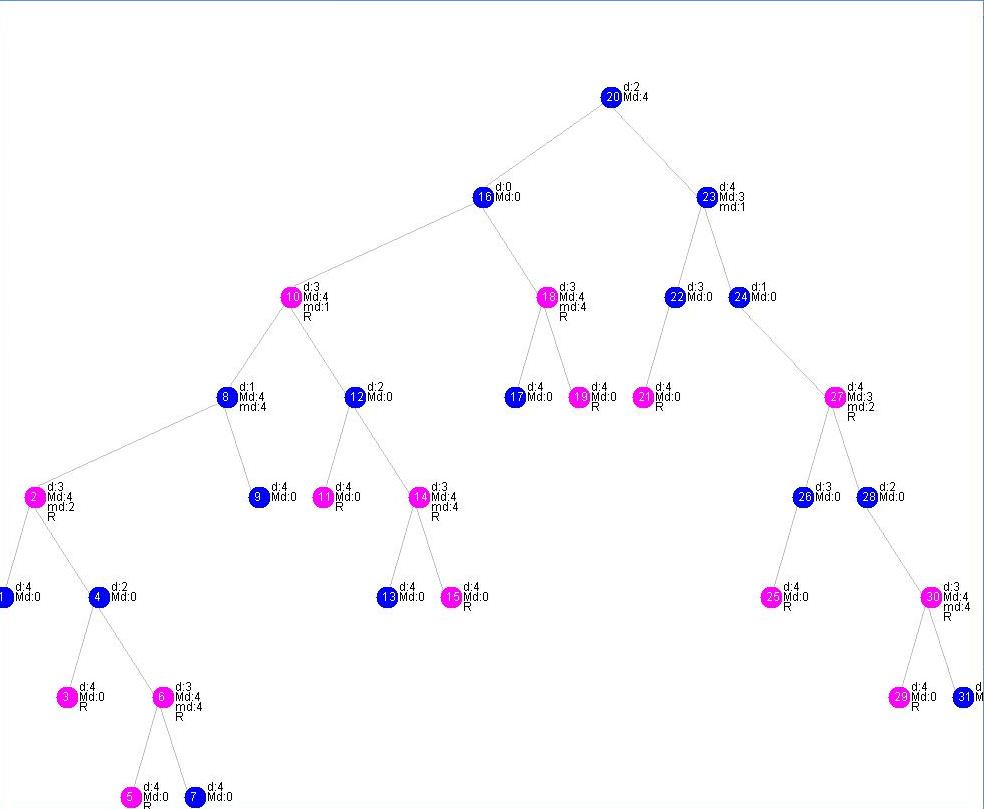
L'arborescenza è definita dalla gerarchia verticale piuttosto che dalle connessioni orizzontali.

Arborescente (francese: arborescent) si riferisce alla forma e alla struttura di un albero. I filosofi postmoderni Gilles Deleuze e Felix Guattari usarono questo termine per caratterizzare un certo tipo di pensiero, esemplificato dal modello scientifico occidentale, in cui la conoscenza emana da un unico tronco e termina in "frutti" predeterminati. Il concetto suggerisce un progresso lineare verso la verità, che essi condannavano come irrealistica e ottundente per l'immaginazione. Questo modello di pensiero è in contrasto con il pensiero "rizomatico", che è aperto, non ha una struttura centrale ed è in costante cambiamento.
Il pensiero arborescente, per Deleuze e Guattari, è caratterizzato dall’insistenza sui principi totalizzanti, sul binarismo e sul dualismo. Il termine, usato per la prima volta (nella filosofia occidentale) in Mille piani (1980) dove era contrapposto al rizoma, deriva dal modo in cui sono disegnati gli alberi genealogici: progresso unidirezionale che impone una concezione metafisica dualista, criticata da Deleuze.
I rizomi, al contrario, segnano una concezione orizzontale e non gerarchica, dove qualsiasi cosa può essere collegata a qualsiasi altra cosa, senza alcun rispetto per le specie specifiche: i rizomi sono legami eterogenei tra le cose. Ad esempio, Deleuze e Guattari hanno collegato desiderio e macchine per creare il concetto di macchine desideranti). Anche il trasferimento genico orizzontale è un esempio di rizoma, contrario alla teoria dell'evoluzionismo arborescente.
Deleuze critica anche la grammatica generativa di Noam Chomsky, che considera un perfetto esempio di teoria dualistica arborescente.